# 风雨桥
風雨橋，又稱花橋，亦叫福橋。流行於湖南、湖北、貴州、廣西等地。由橋、塔、亭組成，全用木料築成，橋面鋪板，兩旁設欄杆、長凳，橋頂蓋瓦，形成長廊式走道。塔、亭建在石橋墩上，有多層，簷角飛翹，頂有寶葫蘆等裝飾。因為行人過往能躲避風雨，故名風雨橋。

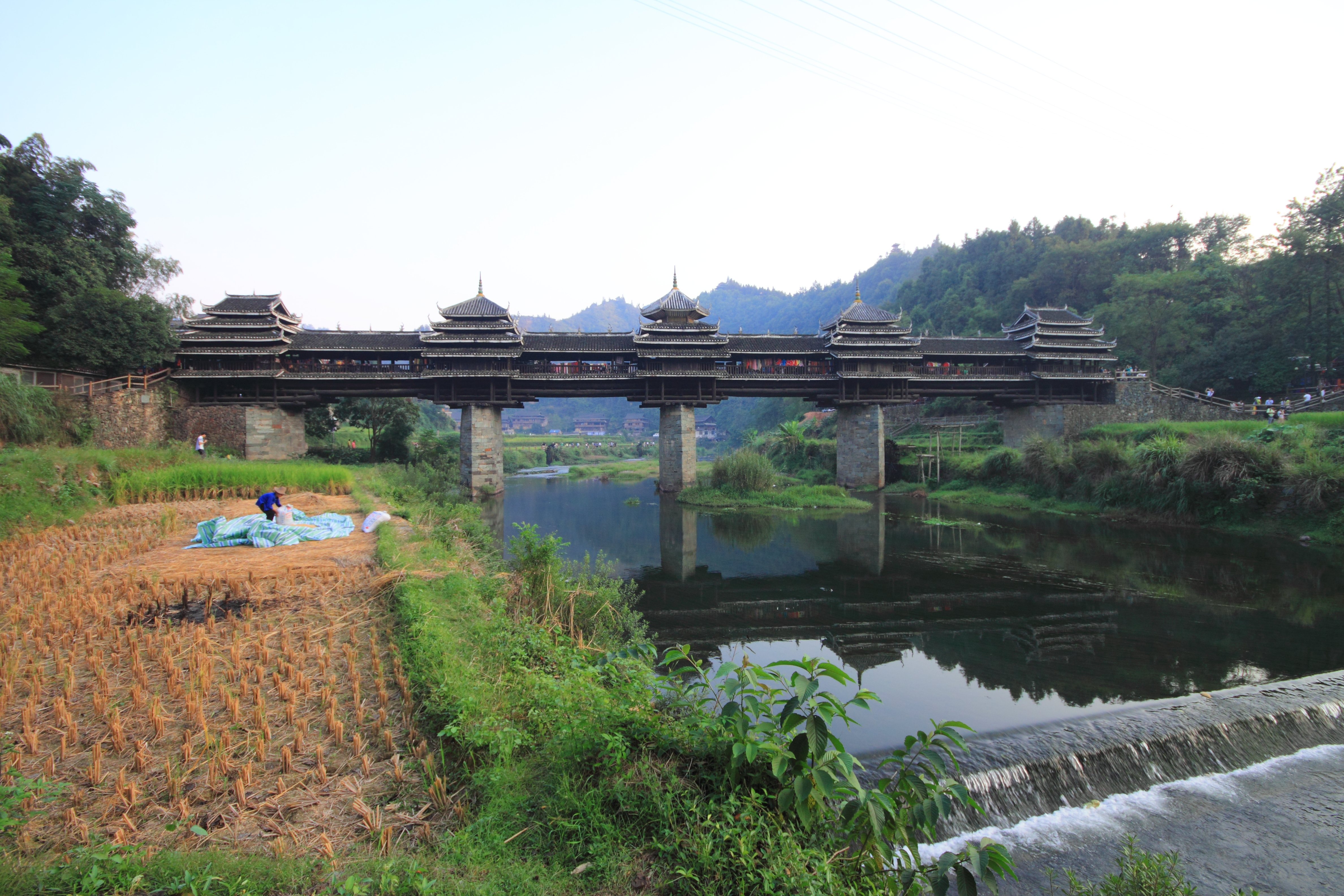
程陽風雨橋

## 建築
橋樑由巨大的石墩、木結構的橋身、長廓和亭閣組合而成。除石墩外，全部為木結構，以卯榫嵌合。橋身以巨木為梁。從石墩起，用巨木結構倒梯形的橋樑，抬拱橋身，使受力點均衡。遊廊上建有三層或五層的四角形成八角形的橋亭三至五座。橋簷瓦樑的末端，塑有簷鈴。正梁頂上塑有雙龍搶寶，還配以彩畫，點綴其上。橋的長廓避間為過道，兩旁鋪設長凳，供來往行人休息。長廓兩壁上端，用木板雕刻各種歷史人物，或繪製神話故事彩畫。在眾多的風雨橋中，以亭樓式的風雨橋居多，這種風雨橋於長廊頂部豎起多個寶塔式樓閣，樓閣飛簷重疊，少的有三層，多的達五層。